# Шинкман, Уильям Энтони
Уильям Энтони Шинкман (англ. William Antony Shinkman; 25 декабря 1847, Либерец — 25 мая 1933, Гранд-Рапидс) — американский шахматный композитор.

## Биография
Уильям родился в Чехии и в 7-летнем возрасте с родителями переехал в США.
Составил более 3500 задач различных жанров, преимущественно трёх- и многоходовок, а также задачи на обратный мат.
Оказал огромное влияние на развитие шахматной композиции в мире.
Для его произведений характерны парадоксальный первый ход, глубина и совершенство в реализации замысла, трудность и красота решений.
Дядя Отто Вюрцбурга, известного американского композитора.

## Задачи
|   | a | b | c | d | e | f | g | h |   |
| - | --- | --- | --- | --- | --- | --- | --- | --- | - |
| 8 | a8 белый ферзь · d7 белый слон · d6 белый слон · d5 белый конь · e5 белая ладья · h5 чёрная пешка · d4 белая ладья · b3 чёрная пешка · b2 чёрная пешка · g2 чёрный король · h2 белый конь · b1 белый король · h1 чёрный слон | a8 белый ферзь · d7 белый слон · d6 белый слон · d5 белый конь · e5 белая ладья · h5 чёрная пешка · d4 белая ладья · b3 чёрная пешка · b2 чёрная пешка · g2 чёрный король · h2 белый конь · b1 белый король · h1 чёрный слон | a8 белый ферзь · d7 белый слон · d6 белый слон · d5 белый конь · e5 белая ладья · h5 чёрная пешка · d4 белая ладья · b3 чёрная пешка · b2 чёрная пешка · g2 чёрный король · h2 белый конь · b1 белый король · h1 чёрный слон | a8 белый ферзь · d7 белый слон · d6 белый слон · d5 белый конь · e5 белая ладья · h5 чёрная пешка · d4 белая ладья · b3 чёрная пешка · b2 чёрная пешка · g2 чёрный король · h2 белый конь · b1 белый король · h1 чёрный слон | a8 белый ферзь · d7 белый слон · d6 белый слон · d5 белый конь · e5 белая ладья · h5 чёрная пешка · d4 белая ладья · b3 чёрная пешка · b2 чёрная пешка · g2 чёрный король · h2 белый конь · b1 белый король · h1 чёрный слон | a8 белый ферзь · d7 белый слон · d6 белый слон · d5 белый конь · e5 белая ладья · h5 чёрная пешка · d4 белая ладья · b3 чёрная пешка · b2 чёрная пешка · g2 чёрный король · h2 белый конь · b1 белый король · h1 чёрный слон | a8 белый ферзь · d7 белый слон · d6 белый слон · d5 белый конь · e5 белая ладья · h5 чёрная пешка · d4 белая ладья · b3 чёрная пешка · b2 чёрная пешка · g2 чёрный король · h2 белый конь · b1 белый король · h1 чёрный слон | a8 белый ферзь · d7 белый слон · d6 белый слон · d5 белый конь · e5 белая ладья · h5 чёрная пешка · d4 белая ладья · b3 чёрная пешка · b2 чёрная пешка · g2 чёрный король · h2 белый конь · b1 белый король · h1 чёрный слон | 8 |
| 7 | a8 белый ферзь · d7 белый слон · d6 белый слон · d5 белый конь · e5 белая ладья · h5 чёрная пешка · d4 белая ладья · b3 чёрная пешка · b2 чёрная пешка · g2 чёрный король · h2 белый конь · b1 белый король · h1 чёрный слон | a8 белый ферзь · d7 белый слон · d6 белый слон · d5 белый конь · e5 белая ладья · h5 чёрная пешка · d4 белая ладья · b3 чёрная пешка · b2 чёрная пешка · g2 чёрный король · h2 белый конь · b1 белый король · h1 чёрный слон | a8 белый ферзь · d7 белый слон · d6 белый слон · d5 белый конь · e5 белая ладья · h5 чёрная пешка · d4 белая ладья · b3 чёрная пешка · b2 чёрная пешка · g2 чёрный король · h2 белый конь · b1 белый король · h1 чёрный слон | a8 белый ферзь · d7 белый слон · d6 белый слон · d5 белый конь · e5 белая ладья · h5 чёрная пешка · d4 белая ладья · b3 чёрная пешка · b2 чёрная пешка · g2 чёрный король · h2 белый конь · b1 белый король · h1 чёрный слон | a8 белый ферзь · d7 белый слон · d6 белый слон · d5 белый конь · e5 белая ладья · h5 чёрная пешка · d4 белая ладья · b3 чёрная пешка · b2 чёрная пешка · g2 чёрный король · h2 белый конь · b1 белый король · h1 чёрный слон | a8 белый ферзь · d7 белый слон · d6 белый слон · d5 белый конь · e5 белая ладья · h5 чёрная пешка · d4 белая ладья · b3 чёрная пешка · b2 чёрная пешка · g2 чёрный король · h2 белый конь · b1 белый король · h1 чёрный слон | a8 белый ферзь · d7 белый слон · d6 белый слон · d5 белый конь · e5 белая ладья · h5 чёрная пешка · d4 белая ладья · b3 чёрная пешка · b2 чёрная пешка · g2 чёрный король · h2 белый конь · b1 белый король · h1 чёрный слон | a8 белый ферзь · d7 белый слон · d6 белый слон · d5 белый конь · e5 белая ладья · h5 чёрная пешка · d4 белая ладья · b3 чёрная пешка · b2 чёрная пешка · g2 чёрный король · h2 белый конь · b1 белый король · h1 чёрный слон | 7 |
| 6 | a8 белый ферзь · d7 белый слон · d6 белый слон · d5 белый конь · e5 белая ладья · h5 чёрная пешка · d4 белая ладья · b3 чёрная пешка · b2 чёрная пешка · g2 чёрный король · h2 белый конь · b1 белый король · h1 чёрный слон | a8 белый ферзь · d7 белый слон · d6 белый слон · d5 белый конь · e5 белая ладья · h5 чёрная пешка · d4 белая ладья · b3 чёрная пешка · b2 чёрная пешка · g2 чёрный король · h2 белый конь · b1 белый король · h1 чёрный слон | a8 белый ферзь · d7 белый слон · d6 белый слон · d5 белый конь · e5 белая ладья · h5 чёрная пешка · d4 белая ладья · b3 чёрная пешка · b2 чёрная пешка · g2 чёрный король · h2 белый конь · b1 белый король · h1 чёрный слон | a8 белый ферзь · d7 белый слон · d6 белый слон · d5 белый конь · e5 белая ладья · h5 чёрная пешка · d4 белая ладья · b3 чёрная пешка · b2 чёрная пешка · g2 чёрный король · h2 белый конь · b1 белый король · h1 чёрный слон | a8 белый ферзь · d7 белый слон · d6 белый слон · d5 белый конь · e5 белая ладья · h5 чёрная пешка · d4 белая ладья · b3 чёрная пешка · b2 чёрная пешка · g2 чёрный король · h2 белый конь · b1 белый король · h1 чёрный слон | a8 белый ферзь · d7 белый слон · d6 белый слон · d5 белый конь · e5 белая ладья · h5 чёрная пешка · d4 белая ладья · b3 чёрная пешка · b2 чёрная пешка · g2 чёрный король · h2 белый конь · b1 белый король · h1 чёрный слон | a8 белый ферзь · d7 белый слон · d6 белый слон · d5 белый конь · e5 белая ладья · h5 чёрная пешка · d4 белая ладья · b3 чёрная пешка · b2 чёрная пешка · g2 чёрный король · h2 белый конь · b1 белый король · h1 чёрный слон | a8 белый ферзь · d7 белый слон · d6 белый слон · d5 белый конь · e5 белая ладья · h5 чёрная пешка · d4 белая ладья · b3 чёрная пешка · b2 чёрная пешка · g2 чёрный король · h2 белый конь · b1 белый король · h1 чёрный слон | 6 |
| 5 | a8 белый ферзь · d7 белый слон · d6 белый слон · d5 белый конь · e5 белая ладья · h5 чёрная пешка · d4 белая ладья · b3 чёрная пешка · b2 чёрная пешка · g2 чёрный король · h2 белый конь · b1 белый король · h1 чёрный слон | a8 белый ферзь · d7 белый слон · d6 белый слон · d5 белый конь · e5 белая ладья · h5 чёрная пешка · d4 белая ладья · b3 чёрная пешка · b2 чёрная пешка · g2 чёрный король · h2 белый конь · b1 белый король · h1 чёрный слон | a8 белый ферзь · d7 белый слон · d6 белый слон · d5 белый конь · e5 белая ладья · h5 чёрная пешка · d4 белая ладья · b3 чёрная пешка · b2 чёрная пешка · g2 чёрный король · h2 белый конь · b1 белый король · h1 чёрный слон | a8 белый ферзь · d7 белый слон · d6 белый слон · d5 белый конь · e5 белая ладья · h5 чёрная пешка · d4 белая ладья · b3 чёрная пешка · b2 чёрная пешка · g2 чёрный король · h2 белый конь · b1 белый король · h1 чёрный слон | a8 белый ферзь · d7 белый слон · d6 белый слон · d5 белый конь · e5 белая ладья · h5 чёрная пешка · d4 белая ладья · b3 чёрная пешка · b2 чёрная пешка · g2 чёрный король · h2 белый конь · b1 белый король · h1 чёрный слон | a8 белый ферзь · d7 белый слон · d6 белый слон · d5 белый конь · e5 белая ладья · h5 чёрная пешка · d4 белая ладья · b3 чёрная пешка · b2 чёрная пешка · g2 чёрный король · h2 белый конь · b1 белый король · h1 чёрный слон | a8 белый ферзь · d7 белый слон · d6 белый слон · d5 белый конь · e5 белая ладья · h5 чёрная пешка · d4 белая ладья · b3 чёрная пешка · b2 чёрная пешка · g2 чёрный король · h2 белый конь · b1 белый король · h1 чёрный слон | a8 белый ферзь · d7 белый слон · d6 белый слон · d5 белый конь · e5 белая ладья · h5 чёрная пешка · d4 белая ладья · b3 чёрная пешка · b2 чёрная пешка · g2 чёрный король · h2 белый конь · b1 белый король · h1 чёрный слон | 5 |
| 4 | a8 белый ферзь · d7 белый слон · d6 белый слон · d5 белый конь · e5 белая ладья · h5 чёрная пешка · d4 белая ладья · b3 чёрная пешка · b2 чёрная пешка · g2 чёрный король · h2 белый конь · b1 белый король · h1 чёрный слон | a8 белый ферзь · d7 белый слон · d6 белый слон · d5 белый конь · e5 белая ладья · h5 чёрная пешка · d4 белая ладья · b3 чёрная пешка · b2 чёрная пешка · g2 чёрный король · h2 белый конь · b1 белый король · h1 чёрный слон | a8 белый ферзь · d7 белый слон · d6 белый слон · d5 белый конь · e5 белая ладья · h5 чёрная пешка · d4 белая ладья · b3 чёрная пешка · b2 чёрная пешка · g2 чёрный король · h2 белый конь · b1 белый король · h1 чёрный слон | a8 белый ферзь · d7 белый слон · d6 белый слон · d5 белый конь · e5 белая ладья · h5 чёрная пешка · d4 белая ладья · b3 чёрная пешка · b2 чёрная пешка · g2 чёрный король · h2 белый конь · b1 белый король · h1 чёрный слон | a8 белый ферзь · d7 белый слон · d6 белый слон · d5 белый конь · e5 белая ладья · h5 чёрная пешка · d4 белая ладья · b3 чёрная пешка · b2 чёрная пешка · g2 чёрный король · h2 белый конь · b1 белый король · h1 чёрный слон | a8 белый ферзь · d7 белый слон · d6 белый слон · d5 белый конь · e5 белая ладья · h5 чёрная пешка · d4 белая ладья · b3 чёрная пешка · b2 чёрная пешка · g2 чёрный король · h2 белый конь · b1 белый король · h1 чёрный слон | a8 белый ферзь · d7 белый слон · d6 белый слон · d5 белый конь · e5 белая ладья · h5 чёрная пешка · d4 белая ладья · b3 чёрная пешка · b2 чёрная пешка · g2 чёрный король · h2 белый конь · b1 белый король · h1 чёрный слон | a8 белый ферзь · d7 белый слон · d6 белый слон · d5 белый конь · e5 белая ладья · h5 чёрная пешка · d4 белая ладья · b3 чёрная пешка · b2 чёрная пешка · g2 чёрный король · h2 белый конь · b1 белый король · h1 чёрный слон | 4 |
| 3 | a8 белый ферзь · d7 белый слон · d6 белый слон · d5 белый конь · e5 белая ладья · h5 чёрная пешка · d4 белая ладья · b3 чёрная пешка · b2 чёрная пешка · g2 чёрный король · h2 белый конь · b1 белый король · h1 чёрный слон | a8 белый ферзь · d7 белый слон · d6 белый слон · d5 белый конь · e5 белая ладья · h5 чёрная пешка · d4 белая ладья · b3 чёрная пешка · b2 чёрная пешка · g2 чёрный король · h2 белый конь · b1 белый король · h1 чёрный слон | a8 белый ферзь · d7 белый слон · d6 белый слон · d5 белый конь · e5 белая ладья · h5 чёрная пешка · d4 белая ладья · b3 чёрная пешка · b2 чёрная пешка · g2 чёрный король · h2 белый конь · b1 белый король · h1 чёрный слон | a8 белый ферзь · d7 белый слон · d6 белый слон · d5 белый конь · e5 белая ладья · h5 чёрная пешка · d4 белая ладья · b3 чёрная пешка · b2 чёрная пешка · g2 чёрный король · h2 белый конь · b1 белый король · h1 чёрный слон | a8 белый ферзь · d7 белый слон · d6 белый слон · d5 белый конь · e5 белая ладья · h5 чёрная пешка · d4 белая ладья · b3 чёрная пешка · b2 чёрная пешка · g2 чёрный король · h2 белый конь · b1 белый король · h1 чёрный слон | a8 белый ферзь · d7 белый слон · d6 белый слон · d5 белый конь · e5 белая ладья · h5 чёрная пешка · d4 белая ладья · b3 чёрная пешка · b2 чёрная пешка · g2 чёрный король · h2 белый конь · b1 белый король · h1 чёрный слон | a8 белый ферзь · d7 белый слон · d6 белый слон · d5 белый конь · e5 белая ладья · h5 чёрная пешка · d4 белая ладья · b3 чёрная пешка · b2 чёрная пешка · g2 чёрный король · h2 белый конь · b1 белый король · h1 чёрный слон | a8 белый ферзь · d7 белый слон · d6 белый слон · d5 белый конь · e5 белая ладья · h5 чёрная пешка · d4 белая ладья · b3 чёрная пешка · b2 чёрная пешка · g2 чёрный король · h2 белый конь · b1 белый король · h1 чёрный слон | 3 |
| 2 | a8 белый ферзь · d7 белый слон · d6 белый слон · d5 белый конь · e5 белая ладья · h5 чёрная пешка · d4 белая ладья · b3 чёрная пешка · b2 чёрная пешка · g2 чёрный король · h2 белый конь · b1 белый король · h1 чёрный слон | a8 белый ферзь · d7 белый слон · d6 белый слон · d5 белый конь · e5 белая ладья · h5 чёрная пешка · d4 белая ладья · b3 чёрная пешка · b2 чёрная пешка · g2 чёрный король · h2 белый конь · b1 белый король · h1 чёрный слон | a8 белый ферзь · d7 белый слон · d6 белый слон · d5 белый конь · e5 белая ладья · h5 чёрная пешка · d4 белая ладья · b3 чёрная пешка · b2 чёрная пешка · g2 чёрный король · h2 белый конь · b1 белый король · h1 чёрный слон | a8 белый ферзь · d7 белый слон · d6 белый слон · d5 белый конь · e5 белая ладья · h5 чёрная пешка · d4 белая ладья · b3 чёрная пешка · b2 чёрная пешка · g2 чёрный король · h2 белый конь · b1 белый король · h1 чёрный слон | a8 белый ферзь · d7 белый слон · d6 белый слон · d5 белый конь · e5 белая ладья · h5 чёрная пешка · d4 белая ладья · b3 чёрная пешка · b2 чёрная пешка · g2 чёрный король · h2 белый конь · b1 белый король · h1 чёрный слон | a8 белый ферзь · d7 белый слон · d6 белый слон · d5 белый конь · e5 белая ладья · h5 чёрная пешка · d4 белая ладья · b3 чёрная пешка · b2 чёрная пешка · g2 чёрный король · h2 белый конь · b1 белый король · h1 чёрный слон | a8 белый ферзь · d7 белый слон · d6 белый слон · d5 белый конь · e5 белая ладья · h5 чёрная пешка · d4 белая ладья · b3 чёрная пешка · b2 чёрная пешка · g2 чёрный король · h2 белый конь · b1 белый король · h1 чёрный слон | a8 белый ферзь · d7 белый слон · d6 белый слон · d5 белый конь · e5 белая ладья · h5 чёрная пешка · d4 белая ладья · b3 чёрная пешка · b2 чёрная пешка · g2 чёрный король · h2 белый конь · b1 белый король · h1 чёрный слон | 2 |
| 1 | a8 белый ферзь · d7 белый слон · d6 белый слон · d5 белый конь · e5 белая ладья · h5 чёрная пешка · d4 белая ладья · b3 чёрная пешка · b2 чёрная пешка · g2 чёрный король · h2 белый конь · b1 белый король · h1 чёрный слон | a8 белый ферзь · d7 белый слон · d6 белый слон · d5 белый конь · e5 белая ладья · h5 чёрная пешка · d4 белая ладья · b3 чёрная пешка · b2 чёрная пешка · g2 чёрный король · h2 белый конь · b1 белый король · h1 чёрный слон | a8 белый ферзь · d7 белый слон · d6 белый слон · d5 белый конь · e5 белая ладья · h5 чёрная пешка · d4 белая ладья · b3 чёрная пешка · b2 чёрная пешка · g2 чёрный король · h2 белый конь · b1 белый король · h1 чёрный слон | a8 белый ферзь · d7 белый слон · d6 белый слон · d5 белый конь · e5 белая ладья · h5 чёрная пешка · d4 белая ладья · b3 чёрная пешка · b2 чёрная пешка · g2 чёрный король · h2 белый конь · b1 белый король · h1 чёрный слон | a8 белый ферзь · d7 белый слон · d6 белый слон · d5 белый конь · e5 белая ладья · h5 чёрная пешка · d4 белая ладья · b3 чёрная пешка · b2 чёрная пешка · g2 чёрный король · h2 белый конь · b1 белый король · h1 чёрный слон | a8 белый ферзь · d7 белый слон · d6 белый слон · d5 белый конь · e5 белая ладья · h5 чёрная пешка · d4 белая ладья · b3 чёрная пешка · b2 чёрная пешка · g2 чёрный король · h2 белый конь · b1 белый король · h1 чёрный слон | a8 белый ферзь · d7 белый слон · d6 белый слон · d5 белый конь · e5 белая ладья · h5 чёрная пешка · d4 белая ладья · b3 чёрная пешка · b2 чёрная пешка · g2 чёрный король · h2 белый конь · b1 белый король · h1 чёрный слон | a8 белый ферзь · d7 белый слон · d6 белый слон · d5 белый конь · e5 белая ладья · h5 чёрная пешка · d4 белая ладья · b3 чёрная пешка · b2 чёрная пешка · g2 чёрный король · h2 белый конь · b1 белый король · h1 чёрный слон | 1 |
|   | a | b | c | d | e | f | g | h |   |

1.Фа7! цугцванг

1…Kpf2 2.Лg4#

1…Kpg1 2.Лd2#

1…Kpg3 2.Лe2#

1…Kp:h2 2.Лg5#

Крестик чёрного короля — популярный геометрический замысел, в котором фигура играет на все четыре соседних с ней фронтальных поля. Впервые осуществлён именно в этой задаче.
|   | a                                                                    | b                                                                    | c                                                                    | d                                                                    | e                                                                    | f                                                                    | g                                                                    | h                                                                    |   |
| - | -------------------------------------------------------------------- | -------------------------------------------------------------------- | -------------------------------------------------------------------- | -------------------------------------------------------------------- | -------------------------------------------------------------------- | -------------------------------------------------------------------- | -------------------------------------------------------------------- | -------------------------------------------------------------------- | - |
| 8 | e6 белая ладья · h4 белый король · h3 белая ладья · g2 чёрный король | e6 белая ладья · h4 белый король · h3 белая ладья · g2 чёрный король | e6 белая ладья · h4 белый король · h3 белая ладья · g2 чёрный король | e6 белая ладья · h4 белый король · h3 белая ладья · g2 чёрный король | e6 белая ладья · h4 белый король · h3 белая ладья · g2 чёрный король | e6 белая ладья · h4 белый король · h3 белая ладья · g2 чёрный король | e6 белая ладья · h4 белый король · h3 белая ладья · g2 чёрный король | e6 белая ладья · h4 белый король · h3 белая ладья · g2 чёрный король | 8 |
| 7 | e6 белая ладья · h4 белый король · h3 белая ладья · g2 чёрный король | e6 белая ладья · h4 белый король · h3 белая ладья · g2 чёрный король | e6 белая ладья · h4 белый король · h3 белая ладья · g2 чёрный король | e6 белая ладья · h4 белый король · h3 белая ладья · g2 чёрный король | e6 белая ладья · h4 белый король · h3 белая ладья · g2 чёрный король | e6 белая ладья · h4 белый король · h3 белая ладья · g2 чёрный король | e6 белая ладья · h4 белый король · h3 белая ладья · g2 чёрный король | e6 белая ладья · h4 белый король · h3 белая ладья · g2 чёрный король | 7 |
| 6 | e6 белая ладья · h4 белый король · h3 белая ладья · g2 чёрный король | e6 белая ладья · h4 белый король · h3 белая ладья · g2 чёрный король | e6 белая ладья · h4 белый король · h3 белая ладья · g2 чёрный король | e6 белая ладья · h4 белый король · h3 белая ладья · g2 чёрный король | e6 белая ладья · h4 белый король · h3 белая ладья · g2 чёрный король | e6 белая ладья · h4 белый король · h3 белая ладья · g2 чёрный король | e6 белая ладья · h4 белый король · h3 белая ладья · g2 чёрный король | e6 белая ладья · h4 белый король · h3 белая ладья · g2 чёрный король | 6 |
| 5 | e6 белая ладья · h4 белый король · h3 белая ладья · g2 чёрный король | e6 белая ладья · h4 белый король · h3 белая ладья · g2 чёрный король | e6 белая ладья · h4 белый король · h3 белая ладья · g2 чёрный король | e6 белая ладья · h4 белый король · h3 белая ладья · g2 чёрный король | e6 белая ладья · h4 белый король · h3 белая ладья · g2 чёрный король | e6 белая ладья · h4 белый король · h3 белая ладья · g2 чёрный король | e6 белая ладья · h4 белый король · h3 белая ладья · g2 чёрный король | e6 белая ладья · h4 белый король · h3 белая ладья · g2 чёрный король | 5 |
| 4 | e6 белая ладья · h4 белый король · h3 белая ладья · g2 чёрный король | e6 белая ладья · h4 белый король · h3 белая ладья · g2 чёрный король | e6 белая ладья · h4 белый король · h3 белая ладья · g2 чёрный король | e6 белая ладья · h4 белый король · h3 белая ладья · g2 чёрный король | e6 белая ладья · h4 белый король · h3 белая ладья · g2 чёрный король | e6 белая ладья · h4 белый король · h3 белая ладья · g2 чёрный король | e6 белая ладья · h4 белый король · h3 белая ладья · g2 чёрный король | e6 белая ладья · h4 белый король · h3 белая ладья · g2 чёрный король | 4 |
| 3 | e6 белая ладья · h4 белый король · h3 белая ладья · g2 чёрный король | e6 белая ладья · h4 белый король · h3 белая ладья · g2 чёрный король | e6 белая ладья · h4 белый король · h3 белая ладья · g2 чёрный король | e6 белая ладья · h4 белый король · h3 белая ладья · g2 чёрный король | e6 белая ладья · h4 белый король · h3 белая ладья · g2 чёрный король | e6 белая ладья · h4 белый король · h3 белая ладья · g2 чёрный король | e6 белая ладья · h4 белый король · h3 белая ладья · g2 чёрный король | e6 белая ладья · h4 белый король · h3 белая ладья · g2 чёрный король | 3 |
| 2 | e6 белая ладья · h4 белый король · h3 белая ладья · g2 чёрный король | e6 белая ладья · h4 белый король · h3 белая ладья · g2 чёрный король | e6 белая ладья · h4 белый король · h3 белая ладья · g2 чёрный король | e6 белая ладья · h4 белый король · h3 белая ладья · g2 чёрный король | e6 белая ладья · h4 белый король · h3 белая ладья · g2 чёрный король | e6 белая ладья · h4 белый король · h3 белая ладья · g2 чёрный король | e6 белая ладья · h4 белый король · h3 белая ладья · g2 чёрный король | e6 белая ладья · h4 белый король · h3 белая ладья · g2 чёрный король | 2 |
| 1 | e6 белая ладья · h4 белый король · h3 белая ладья · g2 чёрный король | e6 белая ладья · h4 белый король · h3 белая ладья · g2 чёрный король | e6 белая ладья · h4 белый король · h3 белая ладья · g2 чёрный король | e6 белая ладья · h4 белый король · h3 белая ладья · g2 чёрный король | e6 белая ладья · h4 белый король · h3 белая ладья · g2 чёрный король | e6 белая ладья · h4 белый король · h3 белая ладья · g2 чёрный король | e6 белая ладья · h4 белый король · h3 белая ладья · g2 чёрный король | e6 белая ладья · h4 белый король · h3 белая ладья · g2 чёрный король | 1 |
|   | a                                                                    | b                                                                    | c                                                                    | d                                                                    | e                                                                    | f                                                                    | g                                                                    | h                                                                    |   |

1.Лh1! цугцванг

1…Kp:h1 2.Kpg3 Kpg1 3.Лe1#

1…Kpf2 2.Kph3 Kpf3 3.Лf1#

1…Kpf3 2.Лh2 Kpf4 3.Лf2#
Три правильных мата в задаче-малютке после труднонаходимого первого хода, причём два последних образуют хамелеонное эхо — симметричные финалы с положением чёрного короля на полях разного цвета.